# اچ‌ام‌سی‌اس پیتربورو (کی۳۴۲)
اچ‌ام‌سی‌اس پیتربورو (کی۳۴۲) (به انگلیسی: HMCS Peterborough (K342)) یک کشتی بود که طول آن ۲۰۸ فوت (۶۳٫۴ متر) بود. این کشتی در سال ۱۹۴۴ ساخته شد.